# Шаймухаметова Людмила Миколаївна
Людмила Миколаївна Шаймухаметова (нар. 12 листопада 1951, Свердловськ, нині Єкатеринбург — 31 січня 2025) — радянський та російський музикознавець, музичний педагог, доктор мистецтвознавства (2001), професор (2001), заслужений діяч мистецтв РФ (2007) і РБ (2001), головний редактор журналів «Проблеми музичної науки» та «Креативне навчання в Дитячій музичній школі», розробник одного з наукових напрямків у галузі музичної семантики, керівник Лабораторії музичної семантики.

## Освіта та професійна діяльність
Закінчила історико-теоретичне відділення Уральської державної консерваторії ім. М. П. Мусоргського 1976 року. В 1994 захистила кандиданьську дисертацію на тему «Мігруюча інтонаційна формула та семантичний контекст музичної теми» (робота була виконана у Відділі музики Російського інституту мистецтвознавства). Науковим керівником був доктор мистецтвознавства, професор М. Г. Арановський. Захист докторської дисертації на тему «Семантичні процеси в музичній темі» відбулася 23 червня 2000 в Державному інституті мистецтвознавства. Науковим консультантом був той же М. Г. Арановський.
З 1978 працює на кафедрі теорії музики в Уфимском державному інституті мистецтв. З 1983 по 1990 роки була завідувачкою кафедри теорії музики. З 1989 по 1990 роки обіймала посаду проректора з навчальної та наукової роботи Уфимського державного інституту мистецтв. С 2001 є завідувачкою науково-дослідної Лабораторії музичної семантики. 
В 2007 стала головним редактором Російського спеціалізованого журналу «Проблеми музичної науки». С 2008 на базі створеної нею Лабораторії музичної семантики Л. Н. Шаймухаметова організувала випуск щоквартального науково-методичного вісника «Креативне навчання в ДМШ» (додаток до журналу «Проблеми музичної науки»).

## Науковий та організаційний внесок

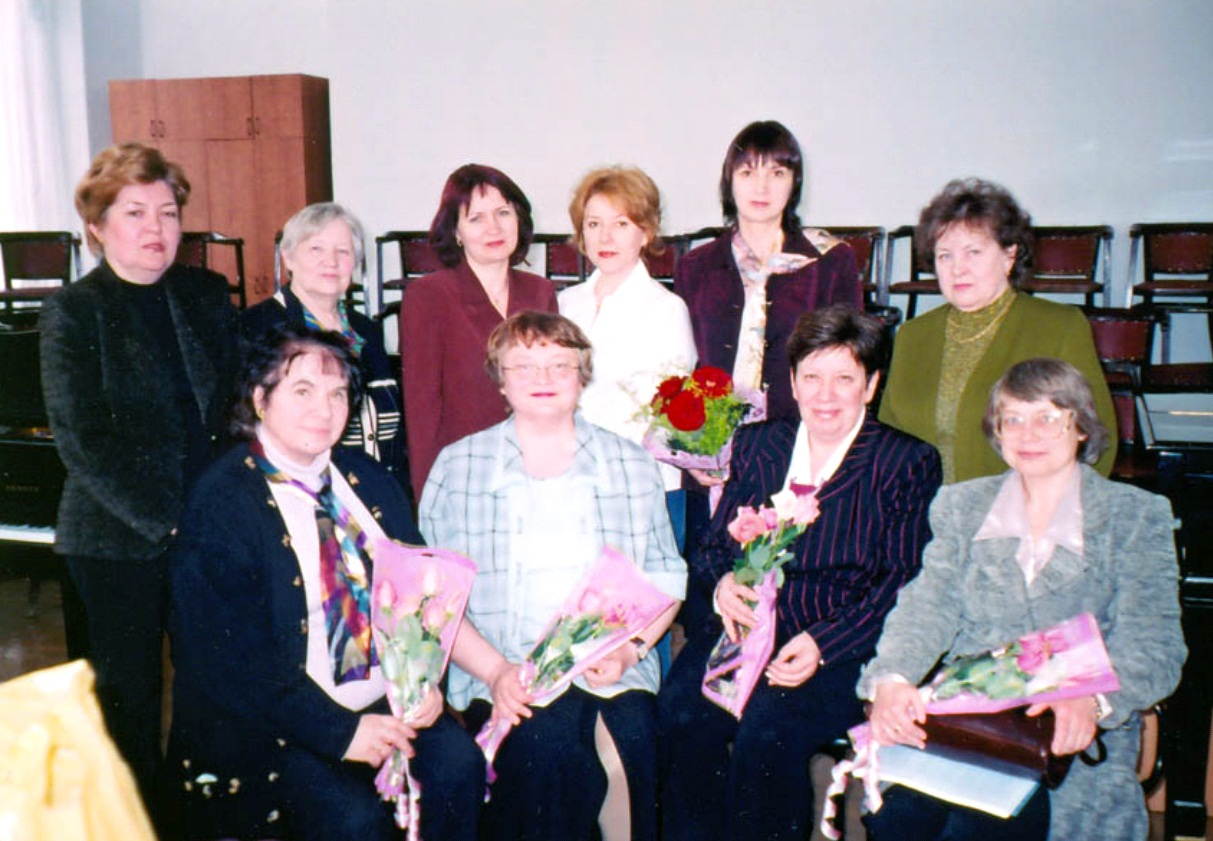
Учасники III Всеросійської Науково-практичної конференції «Музичний зміст наука та педагогіка», організованою Лабораторією музичної семантики (Уфа, 26-29 квітня 2004 р.). Зліва направо, в першому ряду: професори-музикознавці В. Н. Холопова, Л. Н. Шаймухаметова, Г. Р. Тараева, Л. П. Казанцева; в другому ряду — співробітники Лабораторії музичної семантики: доктори та кандидати мистецтвознавства Н. М. Кузнєцова, Р. Х. Ісламгулова, А. І. Асфандьярова, П. В. Кириченко, І. В. Алексєєва, Н. Ф. Гаріпова

Л. М. Шаймухаметова — автор численних робіт в області музичної педагогіки, теоретичних та прикладних проблем музичної семантики. Авторська концепція семантичного аналізу музичного тексту Л. Н. Шаймухаметової застосовується сьогодні в деяких музичних навчальних закладах Росії та зарубіжжя\.
Л. Н. Шаймухаметова створила та очолила науково-дослідну Лабораторію музичної семантики, де під її науковим керівництвом підготовлено 12 кандидатських і 3 докторські дисертації, в яких знайшли відображення різні проблеми теоретичного та практичного музикознавства, і які були успішно представлені та захищені в дисертаційних радах при різних консерваторіях та вузах мистецтва Росії (Москві, Ростові-на-Дону, Новосибірську, Саратові, Магнітогорську). У Лабораторії під керівництвом Л. Н. Шаймухаметовой підготовлено до друку та видано понад 50 навчальних посібників, методичних розробок до навчальних курсів, авторських програм; видається періодичний науково-методичний вісник Лабораторії музичної семантики «Креативне навчання в ДМШ».
З 1999 року Л. Н. Шаймухаметова є автором та керівником російських та республіканських семінарів «Музична мова, мовлення, мислення», творчих фестивалів з проблем нетрадиційного ансамблевого музикування («Від бароко до джазу», 1997—2002; «Граймо разом», 1999—2003; «Діалоги в усному музичному мовленні», 2000—2005; «Сучасна наука — педагогу-практику», 2010—2012).
2003 року Л. Н. Шаймухаметова впровадила в навчальний процес розроблений нею проект"Креативне навчання — XXI століття" спеціальності «Музикознавство» з поглибленим вивченням спеціалізації «Викладач ДМШ».
Л. Н. Шаймухаметова виступила організатором Всесоюзного науково-практичного семінару «Мистецтво, наука, техніка: шляхи сполучення» (Уфа, 1990), III Всеросійської науково-практичної конференції «Музичний зміст: наука та педагогіка» (Уфа, 2004); брала участь у IV Міжнародному симпозіумі WMA (Берлін, 2003), семіотичних конференціях в Росії (Москва, 2000; Ростов-на-Дону, 2006; Астрахань, 2007); працювала головою журі республіканських конкурсів методичних робіт викладачів середніх спеціальних музичних закладів і ДМШ (2000, 2003—2005).
Навчальні посібники для ВНЗ та інших навчальних закладів, написані Л. Н. Шаймухаметовою, відзначені Міністерством Культури РФ як інноваційні проекти.

## Основні наукові праці
Див
Монографії та інші роботи по музичній семантиці
- Семантический анализ музыкальной темы. Учебное пособие для вузов искусства и культуры / Л. Н. Шаймухаметова. — М.: Российская академия музыки им. Гнесиных, 1999.
- Мигрирующая интонационная формула и семантический контекст музыкальной темы: Монография. — М.: Государственный институт искусствознания, 1999.
- Семантические процессы в тематизме сонат Д. Скарлатти / Шаймухаметова Л. Н., Селиванец Н. Г., Уфа, 1998.
- Переинтонирование как способ решения элементарных художественных задач в курсе гармонии // Вопросы оптимизации учебного процесса в музыкальном вузе: Сб. тр. — М: РАМ им. Гнесиных, 1993. — Вып. 125.
- Некоторые способы организации напряжения в музыкальном тексте (на примере сочинений И.-С. Баха) // Звук, интонация, процесс: Сб. тр. — М.: РАМ им. Гнесиных, 1998. — Вып. 148.
- Семантика музыкального диалога клавирных произведений западноевропейских композиторов XVII—XVIII вв. // Семантика старинного уртекста: Сб. тр. — Уфа: РИЦ УГИИ, 2002.
- Мигрирующая интонационная формула и семантический контекст музыкальной темы. // Проблемы музыкальной науки, 2011. № 2.
- Семантический анализ в работе музыканта-исполнителя; Театральный диалог в классической музыкальной теме // Музыкальный текст и исполнитель: Сб. тр. — Уфа: РИЦ УГАИ, 2004.
- Музыкальное содержание как проблема практической семантики // Музыкальное содержание: наука и педагогика: Сб. тр. — М. — Уфа: РИЦ УГАИ, 2005;
- Семантический анализ музыкальной темы // Музыкальное содержание: наука и педагогика: Сб. тр. — Уфа: РИЦ УГАИ, 2005.
- Семантический анализ музыкального текста (о разработках проблемной научно-исследовательской Лаборатории музыкальной семантики) // Проблемы музыкальной науки / Российский науч. специализ. журнал. — 2007. № 1.
- Инструктивные сочинения И.-С. Баха для клавира в практике обучения творческому музицированию /Соавт. Г. Юсуфбаева. — Уфа: УГИИ, 1998.
- Ролевые игры в классе фортепиано. Сюжеты музицирования в танцевальных пьесах западноевропейского барокко: Учебное пособие для ДШИ с видеоприложением / Шаймухаметова Л. Н., Трунина Л. С., Большакова Т. С. / Авторский проект Шаймухаметовой Л. Н. — Уфа: Лаборатория музыкальной семантики УГАИ им. З. Исмагилова, 2013.
- Играем вместе с учителем: учебное пособие для начинающих пианистов / Шаймухаметова Л. Н., Царёва Е. Ю. / Авторский проект Шаймухаметовой Л. Н. — Уфа: Лаборатория музыкальной семантики УГАИ им. Загира Исмагилова, 2013.

Авторські програми
- Основы музыкального интонирования: Программа для фортепианных отделений вузов. — Изд. 2-е, исправл. и допол. — Уфа: РИЦ УГАИ, 2003 (гриф МК РФ).
- Современные музыкально-педагогические системы: Программа для студ. муз. вузов по специальности «Музыковедение». — Уфа: РИЦ УГАИ, 2003 (гриф МО РБ).
- Ответственный, научный редактор и составитель межвузовских сборников статей и учебников (свыше 5000 п. л.). Некоторые из них:
- Вопросы поэтики и семантики музыкального текста: Межвуз. сб. ст. / РАМ им. Гнесиных. — М., 1998. — Вып. 150; Звук, интонация, процесс: Межвуз. сб. ст. / РАМ им. Гнесиных. — М., 1998. — Вып. 148.
- Историко-теоретические проблемы музыкознания: Межвуз. сб. ст. / РАМ им. Гнесиных. — М., 1999. — Вып. 156.
- Художественный мир музыкального произведения: Сб. ст. / ЛМС. — Уфа: РИЦ УГИИ, 2001.
- Внемузыкальные компоненты композиторского текста: Сб. ст. / ЛМС. — Уфа: РИЦ УГИИ, 2002.
- Семантика старинного уртекста: Сб. ст. / ЛМС. — Уфа: РИЦ УГИИ, 2002.
- Музыкальный текст и исполнитель: Сб. ст. / ЛМС. — Уфа: РИЦ УГАИ, 2004.
- Музыкальное содержание: наука и педагогика. — Уфа: РИЦ УГАИ, 2005.
- Башкирская музыкальная литература: Учебник для средних и старших классов ДМШ / Под общей редакцией проф. Л.Н Шаймухаметовой. — Уфа: РУМЦ, 2005.
- Поэтика и семантика музыкального текста. Программа для музыковедческих отделений музыкальных вузов. Уфа, 2011.

Навчальні посібники з грифами Міністерства культури РФ і РБ
- Интонационные этюды в классе фортепиано. Ролевые игры и задания по композиции (на материале клавирной музыки западноевропейских композиторов XVII—XVIII вв.): Учебное пособие / Соавт. П. Кириченко / ЛМС. — Уфа: РИЦ УГИИ, 2002.
- Серия «6 тематических учебных тетрадей» / Соавтор. Р. Х. Исламгулова, рисунки Р. Ш. Шаймухаметова: «Звуковые краски музыки», «Звук, ритм и фантазия», «Лесная школа профессора Жирафа», «Динамические превращения звука», «Весёлые интервалы», «Звук и темп, или Кто как двигается». — [Уфим. гос. ин-т искусств], 16 с., [2] л. ил., ноты, Уфа: РИЦ УГИИ, 1997—2004 (гриф МК РФ).
- Колокольчики. Семантика на уроках сольфеджио: Метод. разработки, рисунки Р. Ш. Шаймухаметова; — Уфа: РИЦ УГИИ, 1999—2004. — Вып. 1-4; (гриф МК РФ).
- Музыкальный букварь / Соавт. Р. Х. Исламгулова, рисунки Р. Ш. Шаймухаметова; — Уфа, 2000.
- Учимся по букварю: Метод. рекомендации к учебному пособию «Музыкальный букварь в играх, картинках, загадках» (с поурочной разработкой) для нач. классов ДМШ. — РИЦ УГАИ, 2005.
- Программа по предмету «Сольфеджио» для ДМШ (первый год обучения). — Уфа: РИЦ УГАИ, 2006.

## Членство та робота у творчих організаціях
- Член Міжнародної Асоціації «Word and Music» (WMA) (2005).[18]
- Віце-президент Російської гільдії музикознавців (2010).
- Член двох республіканських комісій з присудження Держпремії в галузі літератури та мистецтва при Президентові РБ.
- Науковий редактор редради УГІМ.
- Член вченої ради Магнітогорській державної консерваторії.[13]
- З 2002 року є заступником голови Ради з культури та мистецтва Академії наук Республіки Башкортостан (гуманітарне відділення).
- Багаторазово (2000—2005) призначалася головою журі Республіканських конкурсів методичних робіт викладачів ДМШ і ССУЗов.

## Почесні звання та нагороди
- Заслужений діяч мистецтв Російської Федерації (2007).[19] — За заслуги в галузі мистецтва
- Заслужений діяч мистецтв Республіки Башкортостан (2001)[20] —За великі заслуги в галузі музичного мистецтва
- Почесна Грамота Міністерства культури Російської Федерації (1992).
- Почесна Грамота Академії наук Республіки Башкортостан (1998).
- Почесна Грамота Російської Академії наук «За великий внесок у розвиток вітчизняної науки» (2002).
- Заслужений діяч науки та освіти (2012).
- Член-кореспондент Російської академії природознавства (РАП) (2012).
- Почесне звання РАП «Засновник наукової школи» (2012).[21]
- Диплом РАП «Золота кафедра Росії» (серія «Золотий фонд вітчизняної науки») (2012).
- Почесний диплом та золота медаль Європейської науково-промислової палати. (2012).[22]